# 兰阳街道
兰阳街道，是中国河南省开封市兰考县下辖的一个街道。
兰阳街道成立于2015年9月，由原城关镇的城南、城西、城北、城东、城春5个社区，以及原城关乡的陈寨、朱庄2个社区和老韩陵、五爷庙、牛王庙、西岗头4个行政区组建而成，街道办事处位于原城关镇政府驻地。